# Störtewerkerkoog
Der Störtewerkerkoog (nordfriesisch: Störtewärkskuuch, dänisch: Størteværkkog) ist ein Koog in Nordfriesland. Er gehört heute zur Gemeinde Stedesand und grenzt im Süden an die Soholmer Au. In der Mitte des Kooges liegt die ehemalige Hallig Trollebüll. Die Eindeichung des Kooges wurde im Jahre 1544 abgeschlossen.
Störtewerkerkoog war bis zur Eingemeindung nach Stedesand, die am 1. Februar 1974 wirksam wurde, eine selbständige Gemeinde.